# Chemillé-Melay
Chemillé-Melay è un comune francese soppresso e del dipartimento del Maine e Loira nella regione dei Paesi della Loira. Dal 15 dicembre 2015 si è fuso con i comuni di Chanzeaux, La Chapelle-Rousselin, Cossé-d'Anjou, La Jumellière, Neuvy-en-Mauges, Sainte-Christine, Saint-Georges-des-Gardes, Saint-Lézin, La Salle-de-Vihiers, La Tourlandry e Valanjou per formare il nuovo comune di Chemillé-en-Anjou di cui è capoluogo.

## Storia
Il comune di Chemillé-Melay era stato istituito il 1º gennaio 2013 dalla fusione dei precedenti comuni di Chemillé e Melay.